# Primo colpo nucleare
Il primo colpo nucleare (in inglese: first strike) è una strategia teorica per una guerra nucleare; consiste in un attacco preventivo a sorpresa da parte di una potenza nucleare volto a distruggere la quasi totalità delle forze nucleari della nazione attaccata. L'obiettivo è distruggere (totalmente o parzialmente) l'arsenale nucleare avversario, affinché la potenza attaccante possa sopravvivere a una eventuale risposta nucleare nemica. 
L'approccio teorico preferito in caso di attacco a una potenza nucleare prevede di attaccare prioritariamente i sistemi di lancio, gli aeroporti con bombardieri nucleari, i porti e i depositi di armi nucleari del nemico. Questa strategia è detta in inglese "counterforce".
A metà degli anni ottanta si è teorizzato che tale attacco potesse venir preceduto da una decina di esplosioni eso-atmosferiche di potenti testate termonucleari lanciate ad alta quota da sommergibili (in modalità HANE, o forse con qualche tipo di bomba elettromagnetica-termonucleare) per generare un impulso elettromagnetico che avrebbe neutralizzato trasformatori, linee elettriche, linee telefonico-telegrafiche, antenne e ponti-radio (inclusi tutti gli apparecchi radio e televisivi) nonché cavi e le centraline d'alimentazione di molti motore a scoppio, così da impedire le comunicazioni tra i centri di coordinamento e molti sili missilistici. L'installazione di collegamenti in fibra ottica ha tuttavia reso alcuni sistemi di comunicazione più resistenti. 
La strategia d'attacco verso una potenza non nucleare consiste nel distruggere aeroporti, porti, depositi, le fabbriche di armi (specie chimiche e biologiche) e le raffinerie di petrolio. I centri governativi e quelli di comando e controllo, in teoria, non sarebbero attaccati per permettere al nemico di negoziare o arrendersi e per poter minacciare un "secondo colpo" su essi. In teoria, tale attacco dovrebbe essere preceduto da un attacco nucleare dimostrativo contro una o due città, come i bombardamenti atomici di Hiroshima e Nagasaki del 1945.

## Riassunto

### Le sfide tra NATO e Patto di Varsavia
Durante la Guerra fredda, il mondo si polarizzò in due blocchi contrapposti, guidati dalle superpotenze. Da un lato, le nazioni alleate degli Stati Uniti si coordinarono nella NATO, nell'ANZUS e nella SEATO. Dall'altro lato, l'Unione Sovietica strinse a sé i paesi del Patto di Varsavia e altri stati satelliti del Blocco Sovietico, tra cui Cuba, Mozambico, Etiopia, Yemen del Sud, Afghanistan, Mongolia, Corea del Nord, Vietnam, Laos e Cambogia.
Questi due blocchi accumularono rapidamente vasti arsenali nucleari, puntati reciprocamente. Tuttavia, tali armi non furono mai impiegate in conflitti, se non per test nucleari. Presto, i leader di entrambi i blocchi, al di là della Cortina di ferro, compresero che un conflitto termonucleare globale non avrebbe giovato a nessuna delle due superpotenze, anzi, avrebbe condotto con alta probabilità alla reciproca distruzione e potenzialmente a un inverno nucleare con conseguenze catastrofiche, persino l'estinzione di massa.
Grazie a diversi accordi bilaterali (SALT, START), le superpotenze si sono progressivamente orientate verso il controllo degli armamenti, limitando il dispiegamento di sistemi d'arma così devastanti da annientare completamente l'avversario con un "first strike". Nonostante questa consapevolezza, in entrambe le superpotenze operavano influenti gruppi di interesse, spesso indicati come il "complesso militare-industriale" (espressione coniata dal Presidente statunitense Dwight Eisenhower), che traevano beneficio dallo sviluppo e dal mantenimento di ingenti arsenali bellici. 
Questi gruppi esercitarono pressioni per un continuo sviluppo di armamenti, sia in termini quantitativi che di potenza distruttiva, come dimostra il rapido incremento di potenza, dai 500 kiloton di Ivy King (1952) ai 25 megaton di bomba termonucleare Mark 17 (1954), testata durante l'Operazione Castle. Parallelamente all'aumento della potenza, migliorarono anche precisione, raggio d'azione, tecniche di elusione delle difese nemiche e prontezza operativa. Tuttavia, questa corsa all'efficienza ebbe spesso un costo elevato in termini di sicurezza e vite umane, a causa delle estenuanti missioni di volo intercontinentali senza scalo.
Si raggiunse così una capacità distruttiva che superava di gran lunga la soglia della distruzione mutua assicurata (MAD), capace di infliggere danni catastrofici alla superficie terrestre e alla biosfera.
In questo clima di crescente tensione, entrambi gli schieramenti svilupparono una paranoia reciproca, dubitando della volontà dell'altro di non ricorrere per primo alle armi nucleari. Numerosi ordigni nucleari "first-strike" vennero effettivamente dispiegati, e non mancarono dimostrazioni di forza volte a simulare un attacco preventivo, come nel caso dell'operazione Able Archer 83. In questa esercitazione, bombardieri B-52 simularono incursioni nello spazio aereo sovietico, spingendosi fino al limite e provocando immediate reazioni di allarme ("scramble") da parte della caccia sovietica."

### No al primo uso delle armi nucleari
Tra le potenze nucleari, solo la Repubblica Popolare della Cina e la Repubblica dell'India hanno rilasciato dichiarazioni non condizionate e non vincolanti sulla rinuncia all'uso per prime di armi nucleari, ovvero al "primo colpo". Nel 1982, durante una sessione speciale dell'Assemblea generale delle Nazioni Unite, l'URSS dichiarò che non avrebbe mai utilizzato armi nucleari per prima, indipendentemente dal possesso di armi nucleari da parte dei suoi avversari. Tuttavia, questa posizione fu in seguito abbandonata dalla Russia post-sovietica. Gli Stati Uniti, invece, adottano una politica parzialmente simile, dichiarando di non impiegare armi nucleari contro stati che non ne possiedono, né contro stati dotati di altre armi di distruzione di massa. 
I sistemi di difesa antimissile su vasta scala non sono concepiti come armi da "first-strike", ma i critici del loro dispiegamento li considerano sistemi che potrebbero creare condizioni favorevoli per sferrare un "primo colpo nucleare". Il Presidente statunitense Ronald Reagan propose lo "scudo spaziale" SDI, che, qualora fosse stato dispiegato e funzionante, avrebbe minato le basi della distruzione mutua assicurata, incentivando potenzialmente gli USA a sferrare un attacco per primi. 
I sistemi di difesa antimissile, originariamente pensati per diminuire il rischio di una guerra nucleare devastante, paradossalmente potrebbero finire per accelerarla. In effetti, secondo i principi della teoria dei giochi, una nazione che non sta sviluppando una difesa antimissile su larga scala, se osserva che un potenziale nemico sta costruendo una difesa efficace contro un "first strike" (e ancor più contro un "second strike", ovvero contro la parte del proprio arsenale – come bombardieri in volo, sommergibili o missili mobili – teoricamente in grado di sopravvivere a un primo attacco nucleare), e temendo, anche in modo eccessivo, che il nemico possa approfittare di una combinazione di circostanze favorevoli per un attacco, potrebbe convincersi che la guerra nucleare sia inevitabile. Di conseguenza, potrebbe ritenere necessario lanciare un "first strike" preventivo, mentre è ancora convinta che il sistema di difesa nemico non sia pienamente operativo e che le proprie armi nucleari possano raggiungere gli obiettivi prefissati.

## Il ruolo dei bombardieri nel First Strike
Nonostante siano stati i primi vettori di armi nucleari nella storia, l'interesse per i bombardieri diminuì rapidamente. Le ragioni furono molteplici. In primo luogo, la vasta rete di basi aeree della NATO, unitamente all'efficace sistema di difesa aerea schierato dal Patto di Varsavia – nel 1983 le Forze armate sovietiche disponevano di circa un missile superficie-aria per ogni velivolo (aereo, elicottero o missile) dell'Alleanza Atlantica, senza considerare la densa rete di SAM installata negli stati satelliti – rendeva estremamente difficile la sopravvivenza dei bombardieri nucleari. In secondo luogo, la velocità degli aerei era notevolmente inferiore a quella dei missili balistici, il che avrebbe permesso ad un avversario di neutralizzarli mentre si trovavano ancora negli aeroporti. Questa situazione mutò a metà degli anni settanta con l'introduzione del bombardiere sovietico Tu-22M (1972), a cui seguì rapidamente lo statunitense Rockwell B-1 Lancer (1974). Quest'ultimo, inizialmente cancellato, venne poi "resuscitato" da Ronald Reagan negli anni ottanta. Questi due nuovi bombardieri erano capaci di volare a velocità supersoniche e trasportare missili da crociera con testata nucleare. Inoltre, potevano decollare da piste di decollo relativamente corte, il che permetteva loro di essere dislocati in aeroporti periferici, rendendoli meno vulnerabili ad un "Primo colpo Nucleare" e, di conseguenza, idonei ad un ruolo di "secondo colpo".
I bombardieri nordamericani Northrop Grumman B-2 Spirit, entrati in servizio negli anni novanta, avrebbero potuto conferire una supremazia strategica decisiva all'USAF. Tuttavia, il loro costo eccessivo rappresentò un limite significativo, restringendo il loro dispiegamento a meno di trenta esemplari. Il contesto storico della loro comparsa, coincidente con la fine della Guerra Fredda, e i successivi accordi dello START, spinsero l'amministrazione Clinton a ridurne drasticamente il numero e a riconvertirne il ruolo verso una dual capability convenzionale e nucleare

## Il ruolo dei sommergibili nel First Strike
Per quanto riguarda la componente sottomarina dell'arsenale statunitense, una volta in navigazione, la sua capacità di sopravvivere ad un attacco era considerata praticamente assoluta. Questo era dovuto alla possibilità di operare in modo indisturbato e protetto, grazie a basi navali dislocate su tutte le sponde degli oceani Atlantico, Indiano e Pacifico. Al contrario, per i sommergibili sovietici, che non disponevano di porti in "acque calde" (ovvero liberi dai ghiacci durante tutto l'anno e quindi con accesso diretto agli oceani aperti), la sopravvivenza era strettamente legata alla permanenza in "acque amiche". Queste aree, come il Mare di Barents, il Mare di Ochotsk e l'Oceano Artico, erano considerate più sicure perché prossime alle basi di partenza e potenzialmente protette da forze navali e aeree sovietiche. Al di fuori di queste zone, i sottomarini sovietici diventavano più vulnerabili e potevano essere facilmente intercettati dai sommergibili "hunter-killer" della NATO. In particolare, in alcune aree strategiche come il "varco" tra l'Islanda e il Regno Unito (il cosiddetto "GIUK gap"), la probabilità di essere individuati e distrutti era estremamente elevata, a causa della massiccia presenza di idrofoni (sensori acustici sottomarini) dislocati sul fondale marino e del continuo pattugliamento di aerei e navi NATO specializzate nella lotta antisommergibile.

## Retroterra storico
La possibilità di un attacco di "first-strike", ovvero l'impiego di armi nucleari da parte del nemico per sferrare un primo colpo decisivo e annientare la capacità di risposta dell'avversario, rappresentò un'ossessione centrale durante la "Guerra Fredda" tra la NATO e il blocco sovietico guidato dall'URSS. Storicamente, il timore di un "first strike" iniziò a manifestarsi nell'Unione Sovietica già dopo il 1945, intensificandosi ulteriormente con lo sviluppo della bomba atomica sovietica nel 1949. Successivamente, con l'avvento dei missili ICBM negli anni cinquanta e con la crisi dei missili di Cuba del 1962, questa preoccupazione si estese anche agli Stati Uniti. Incomprensioni relative all'evoluzione delle dottrine politico-militari e l'emergere di nuove tecnologie generarono profondi dubbi sulle intenzioni delle rispettive controparti.
Immediatamente dopo la seconda guerra mondiale, i leader dell'Unione Sovietica temevano l'uso dell'arma nucleare da parte degli USA, poiché nel periodo 1945–1949 questi ultimi erano l'unica potenza atomica. L'URSS poteva contare su una certa superiorità convenzionale, in particolare nelle forze terrestri corazzate (i carri armati), che avrebbero potuto essere impiegate per conquistare la Germania Occidentale, pur con il rischio di subire la distruzione di alcune città a causa di attacchi nucleari. Dopo il 1949, anche grazie alla collaborazione della spia Klaus Fuchs e dei coniugi Rosenberg, l'URSS acquisì la tecnologia per la bomba atomica, conducendo il suo primo test e accelerando in modo significativo la produzione di testate nucleari."
Gli Stati Uniti risposero all'avanzata sovietica nel campo nucleare con l'idea di Edward Teller, concretizzatasi nella bomba termonucleare Mark 17 del 1953. È importante notare che questa bomba seguì il test Ivy Mike del 1952, che pur dimostrando la fattibilità concettuale di un'arma termonucleare all'idrogeno criogenico, non aveva prodotto un ordigno militarmente utilizzabile a causa delle sue dimensioni e complessità (era di fatto una struttura fissa, non trasportabile come un'arma). Ben presto anche l'URSS sviluppò la propria arma termonucleare, attraverso il progetto Sloika anch'esso del 1953. Successivamente, nel 1955, con la realizzazione della bomba basata sulla "Terza Idea di Sakharov" (Vitalij Ginzburg e Andrej Sacharov), i sovietici ottennero un'arma termonucleare paragonabile all'ordigno statunitense Castle Bravo in termini di potenza e trasportabilità.
Con la crescita quantitativa e qualitativa degli arsenali di "bombe termonucleari", sia americane che sovietiche, si consolidò la situazione strategica nota come, distruzione mutua assicurata (MAD). Questa dottrina di deterrenza si basava sul principio che un primo colpo nucleare diventava altamente improbabile, poiché anche una minima parte delle forze nucleari attaccate, sopravvivendo al primo colpo, sarebbe stata in grado di infliggere danni inaccettabili alla potenza attaccante, garantendo una risposta devastante. Parallelamente, a metà degli anni cinquanta, ebbe inizio lo sviluppo dei missili balistici intercontinentali ICBM. Nel 1957, con il lancio dello Sputnik, gli Stati Uniti presero piena coscienza che l'Unione Sovietica possedeva ormai la capacità di lanciare dal proprio territorio un ordigno termonucleare di potenza megatonica, in grado di raggiungere qualsiasi punto del globo in circa trenta minuti. Questa nuova realtà generò negli USA un clima di crescente apprensione, alimentato anche dalle dinamiche del complesso militare-industriale, che trovava nel contesto di tensione internazionale e nella percezione di vulnerabilità nazionale un terreno fertile per la propria espansione e influenza politica.

### Analisi storica
Durante la Guerra fredda, nessuna superpotenza dichiarò mai la guerra nucleare come parte esplicita della propria strategia militare. Tuttavia, alcune azioni e comportamenti intrapresi da entrambe le parti le portarono pericolosamente vicine alla soglia di un conflitto nucleare. Entrambi i blocchi temevano costantemente che la controparte potesse sfruttare una particolare situazione o un pretesto per avviare un conflitto nucleare limitato, basandosi sull'errata convinzione che tale conflitto potesse essere vinto e che la distruzione mutua assicurata non rappresentasse un deterrente sufficiente in quel contesto. Frequentemente, venivano adottate posture militari aggressive, azioni di confronto militare diretto e dimostrazioni di forza nucleare (attraverso test atomici in aree remote e disabitate), che contribuivano ad alimentare e rafforzare la reciproca diffidenza. Queste strategie al limite, giocate sul "filo del rasoio", spinsero le superpotenze in diverse occasioni sull'orlo del baratro nucleare, arrestandosi appena in tempo, come avvenne durante la Crisi dei missili di Cuba e la fase critica delle esercitazioni Able Archer 83/RJaN durante la presidenza di Ronald Reagan. Sebbene nessuna delle due superpotenze desiderasse realmente scatenare una guerra nucleare – anzi, con l'accumularsi di arsenali atomici sempre più potenti, dalla metà degli anni cinquanta in poi ne fossero profondamente intimorite – mancò spesso la volontà politica di adottare strategie distensive e di chiarimento reciproco. Al contrario, prevalse la tendenza ad attribuire alla controparte una "cattiva fede" radicata nella contrapposizione ideologica paranoica che caratterizzava quel periodo storico
La strategia militare statunitense in Europa prevedeva una risposta graduale e crescente ad una potenziale aggressione sovietica contro i paesi della NATO, secondo il principio della "risposta flessibile". La dottrina militare sovietica, al contrario, si basava sulla teoria dell'"attacco in profondità": un'offensiva combinata di forze terrestri e aeree nel territorio della NATO, concepita primariamente come operazione convenzionale. Sebbene la dottrina sovietica non prevedesse inizialmente l'uso di armi nucleari in questa fase offensiva, esistevano piani alternativi che contemplavano attacchi nucleari limitati contro porti e aeroporti della NATO, qualora l'offensiva convenzionale si fosse trovata in una situazione di stallo. La percepita superiorità convenzionale del blocco sovietico in Europa – dovuta principalmente alla superiorità numerica in termini di effettivi, aerei tattici, artiglieria e mezzi corazzati schierati lungo la frontiera intertedesca e con la Cecoslovacchia, con la Terza Armata di ударная (d'assalto) dell'Unione Sovietica in avanguardia – indusse la NATO a valutare seriamente l'impiego di armi nucleari tattiche (in particolare la bomba al neutrone), al fine di arrestare l'"onda d'urto" delle divisioni corazzate dell'Armata Rossa, qualora queste avessero tentato di sfondare le linee difensive occidentali attraverso punti nevralgici come il Fulda Gap o il bassopiano Germanico.
La postura strategica della NATO iniziò a evolvere significativamente nei decenni 1970 e 1980, orientandosi verso una dottrina nota come "AirLand Battle" (Battaglia Aeroterrestre). Questa nuova dottrina enfatizzava l'impiego coordinato di forze aeree e terrestri per contrastare le preponderanti forze di terra sovietiche, facendo affidamento sull'uso di artiglieria di precisione – come il proiettile da 155mm a guida laser Copperhead – elicotteri d'attacco avanzati quali il Bell AH-1 Cobra e l'Hughes AH-64 Apache, aerei multiruolo come il Tornado, F-15, F-16 e, soprattutto, l'aereo da supporto aereo ravvicinato A-10. In questo modo, la tattica sovietica di concentrare ingenti masse di carri armati in spazi ristretti avrebbe paradossalmente facilitato la loro individuazione e distruzione da parte di velivoli relativamente invulnerabili alle difese anticarro sovietiche. Si riteneva che questa strategia potesse consentire alla NATO di respingere un'invasione convenzionale o, quantomeno, di indurre l'avversario a negoziare una soluzione politica. Nonostante questa evoluzione dottrinale, entrambi i blocchi continuarono a mantenere l'opzione nucleare tattica e strategica, seppur in misura limitata, nella convinzione che un eventuale vantaggio nucleare, anche marginale, potesse favorire l'esito di un conflitto convenzionale. Benché sin dall'epoca successiva alla morte di Stalin (che considerava la guerra nucleare come inevitabile), nessuno dei due schieramenti perseguisse apertamente una politica di "first-strike", e con le riforme introdotte da Nikita Chruščёv, i vertici dell'ortodossia comunista avessero teorizzato la possibilità di una "coesistenza pacifica" con le potenze dell'"imperialismo", entrambi gli schieramenti conservavano piani e strategie militari che, in determinate circostanze, avrebbero potuto innescare una guerra nucleare generalizzata
Quando le superpotenze si trovarono pericolosamente vicine all'escalation di una guerra nucleare negli anni 1960 durante la Crisi dei missili di Cuba (scatenata, in parte, dalla dislocazione di missili PGM-19 Jupiter della NATO in Turchia) e nuovamente negli anni 1980 con le operazioni Able Archer 83 e RJaN, entrambe compresero appieno, traendo insegnamento dai rischi corsi, di essere giunte ad un passo dalla distruzione mutua assicurata. Dopo la scomparsa di Leonid Brežnev, e attraverso le brevi leadership di Jurij Andropov e Konstantin Černenko, e infine grazie all'avvento di Michail Gorbačëv, si delineò un approccio nelle relazioni internazionali meno antagonistico e ideologico, e più marcatamente improntato ad uno scetticismo riflessivo sulla capacità di valutare e controllare pienamente situazioni di crisi così complesse. Questo mutamento di prospettiva favorì progressivamente lo sviluppo di una maggiore fiducia reciproca tra i due blocchi. Il Presidente Ronald Reagan, in particolare, maturò una profonda riconsiderazione delle armi nucleari (prendendo coscienza della pericolosità insita negli ICBM, intrinsecamente vulnerabili ma al contempo dotati di una significativa capacità di "first-strike"). Superata questa fase critica, venne gradualmente abbandonata, in quanto ritenuta una "ipotesi improduttiva", la convinzione di una intrinseca e irriducibile "cattiva fede sovietica". Questa evoluzione concettuale indusse Reagan a pronunciare la celebre affermazione secondo cui "una guerra nucleare non può essere vinta e non deve essere combattuta". Queste nuove prospettive (influenzate anche da opere cinematografiche di impatto come "Il giorno dopo") contribuirono a spianare la strada ad un processo graduale di disarmo e smantellamento di numerosi ICBM (specialmente i modelli giganti non mobili), di SLBM a lungo raggio, e alla riduzione o eliminazione di diverse tipologie di armamenti nucleari particolarmente destabilizzanti (come i missili SS-20 e i Pershing II). Il primo vertice che diede avvio concreto alle trattative sul disarmo si tenne a Reykjavík nel 1986, promosso con determinazione da Michail Gorbačëv e Ronald Reagan. (Il principale elemento di frizione in questo processo negoziale rimase lo Programma SDI, che, analogamente agli odierni sistemi di difesa antimissile, continua a rappresentare un punto critico nelle relazioni con la Russia.)
Significativi progressi sono stati compiuti dopo il 1991. I trattati INF, CFE e START rappresentarono una diretta conseguenza della dissoluzione e successiva scomparsa dell'URSS, nonché di un cambiamento nelle valutazioni della leadership, che aveva preso coscienza della complessità e dei rischi insiti nella gestione di crisi come quelle evidenziate dalle esercitazioni Able Archer/RJaN. A questo quadro positivo si aggiunsero trattati preesistenti, come il TNP e il Partial Test Ban Treaty, e, in generale, l'eredità della détente sovietico-americana, tutti fattori che contribuirono ad allentare notevolmente le tensioni.

## Termini usati in questa voce
- CEP – Circular Error Probable (Errore Circolare Probabile): Indica il raggio entro il quale un'arma, puntata verso un bersaglio specifico, ha una probabilità del 50% di impattare. Ad esempio, un CEP di 150 metri significa che, statisticamente, la metà dei colpi lanciati arriverà a una distanza inferiore a 150 metri dal bersaglio designato. Questa misura di accuratezza presuppone il corretto funzionamento di tutti i sistemi coinvolti nella fase di attacco, dalla corretta apertura del silos di lancio, all'accensione del missile, al decollo, all'attivazione e separazione degli stadi di propulsione, al mantenimento della traiettoria suborbitale, alla rientro dell'ogiva nell'atmosfera, alla corretta direzione verso il bersaglio e, infine, alla detonazione alla quota o al tempo di volo previsto con la potenza nucleare nominale."
- Raggio d'azione (Portata): Rappresenta la massima distanza alla quale un'arma può essere lanciata per colpire il bersaglio designato. Quando si parla di "raggio" senza specificare "massimo" o "minimo", si intende implicitamente il raggio massimo. Tuttavia, è importante notare che molte di queste armi, specialmente i missili balistici, possiedono anche un raggio d'azione minimo, valore che spesso non viene esplicitamente indicato."
- kt/Mt – Kiloton/Megaton: Queste sigle rappresentano un'unità di misura approssimativa dell'energia rilasciata dalla detonazione di un'arma nucleare. "kt" è l'abbreviazione di kiloton di TNT equivalente, mentre "Mt" indica Megaton di TNT equivalente. Queste unità furono introdotte dagli scienziati contemporanei al Progetto Manhattan per fornire un'analogia comprensibile dell'enorme energia sprigionata dalle esplosioni nucleari, utilizzando il Trinitrotoluene (TNT), un esplosivo ben noto in ambito industriale e militare, come termine di paragone convenzionale e familiare a militari, politici e civili. Un'arma nucleare da 20 kt, ad esempio, libera una quantità di energia equivalente all'esplosione di 20.000 tonnellate di TNT (da cui deriva la terminologia). Oltre all'energia termica e meccanica, la detonazione nucleare produce anche radiazione ionizzante, dannosa per gli organismi viventi. La radiazione diretta emessa durante l'esplosione e il fallout radioattivo derivante dall'attivazione neutronica possono persistere per periodi prolungati. Sebbene, in genere, la radioattività dovuta a una singola detonazione (specialmente se avvenuta ad alta quota) diminuisca significativamente nel giro di alcune settimane, residui radioattivi possono persistere indefinitamente nel sito dell'esplosione, pur non rappresentando più, dopo un certo periodo, un rischio immediato di esposizione fatale.

## Armi più probabilmente impiegabili nel "first strike"

### Sovietiche
- ICBM-MIRV SS-18 Satan: Considerato da alcuni analisti occidentali come un'arma da "primo colpo" – nonostante un tempo di volo stimato tra i 20 e i 30 minuti, che potrebbe sembrare elevato per un attacco di sorpresa – grazie alla sua notevole accuratezza, con un CEP di 220 metri. Dotato di un peso lanciabile di 8.800 kg, poteva dispiegare fino a 40 "penetration aids" (contromisure atte a ingannare i sistemi di difesa antimissile) e colpire con un massimo di 10 testate nucleari indipendenti (MIRV), ciascuna con una potenza di almeno 500 kt, bersagli distinti e distanti tra loro anche molti chilometri. Ogni singola testata era in grado di distruggere persino silos missilistici rinforzati, come quelli utilizzati per il missile Minuteman III. Il loro dispiegamento iniziò nel 1976, e furono posizionati con lo scopo primario di colpire il territorio continentale degli Stati Uniti (CONUS). Risultano ancora operativi."
- IRBM SS-20 Saber: dispiegati dall'Unione Sovietica a partire dai primi anni ottanta, questi missili IRBM, armati con tre testate MIRV, rappresentavano un sistema d'arma significativamente più potente e sofisticato rispetto ai missili Pershing II. Potevano essere lanciati da aree situate oltre gli Urali e colpire con elevata precisione obiettivi nei paesi della NATO, incluse le basi aeree e, in particolare, le installazioni C4ISTAR (Comando, Controllo, Comunicazioni, Computer, Intelligence, Sorveglianza, Acquisizione obiettivi e Ricognizione). Il tempo di preavviso per un attacco condotto con questi missili era stimato in soli 10-15 minuti. Sono stati smantellati in ottemperanza ai trattati sul controllo degli armamenti.

### Statunitensi

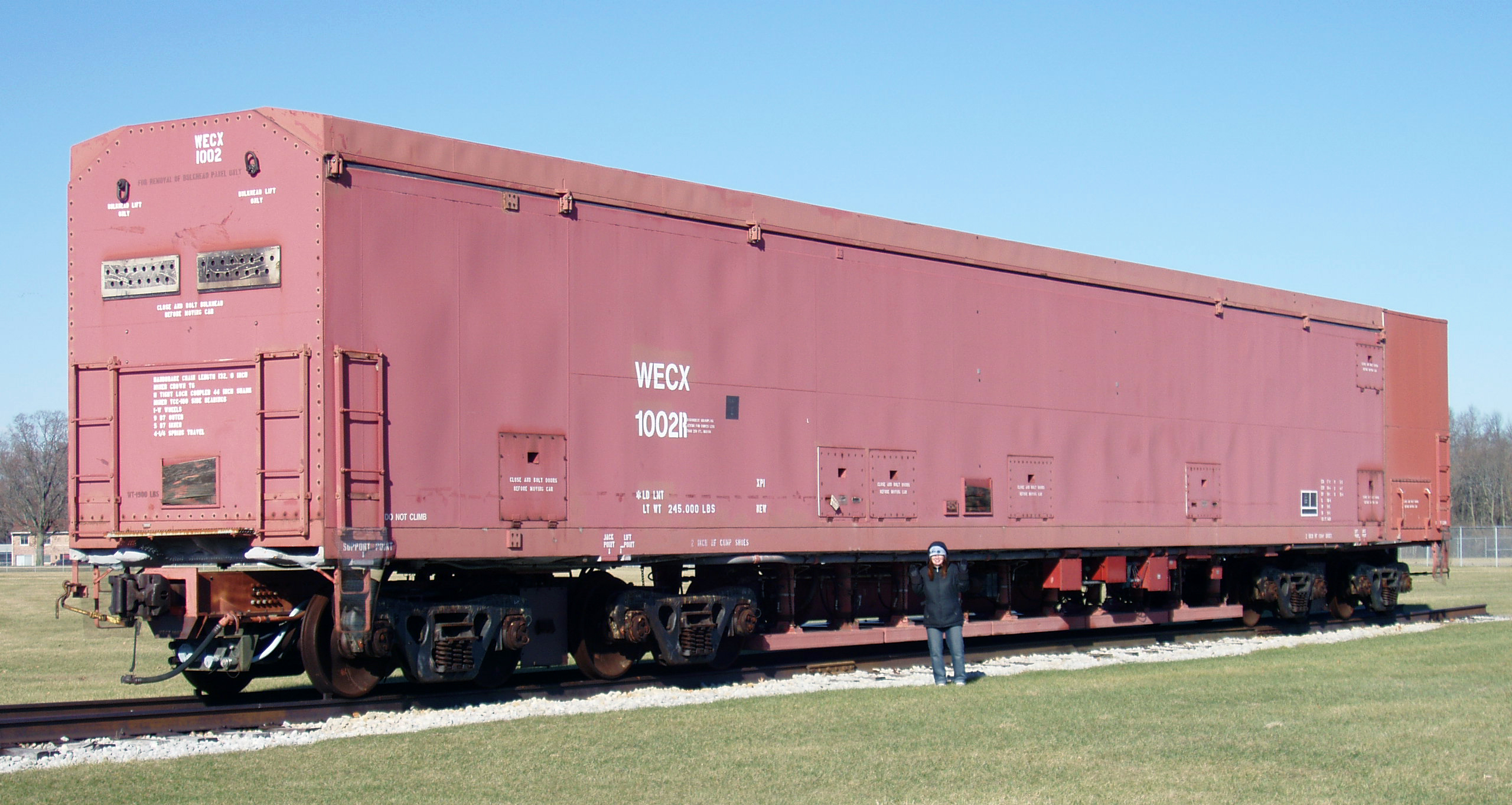
Vagone ferroviario dello standard di 87 piedi, atto a contenere un missile ICBM del tipo LGM-118 Peacekeeper

- IRBM Missile Pershing II: Missile a testata singola, con una potenza variabile tra i 5 e i 50 kt (kilotoni). Dotato di un sistema di guida terminale a radar attivo, raggiungeva un CEP (Circular Error Probable) di 50 metri. Grazie al suo breve tempo di volo, stimato in soli 7 minuti in media, e ad un raggio d'azione di 1.800 km, il Pershing II era in grado di colpire con precisione installazioni C4ISTAR, bunker rinforzati, aeroporti militari, siti di difesa aerea e silos per ICBM situati nella porzione europea dell'Unione Sovietica. Questi missili sono stati smantellati in seguito alla ratifica del Trattato INF."

- LGM-118 Peacekeeper: Condividendo alcune caratteristiche con l'ICBM SS-18 Satan, il LGM-118 Peacekeeper vantava una capacità di carico utile di 4.000 kg e poteva trasportare fino a 10 testate termonucleari MIRV "miniaturizzate", ciascuna con una potenza di 300 kt. L'accuratezza di questo missile era elevatissima, con un CEP di soli 120 metri. Sebbene il Peacekeeper fosse concepito come un'arma ideale per un attacco di "first-strike", la sua vulnerabilità intrinseca, dovuta alla dislocazione in silos fissi, ne limitava la capacità di sopravvivenza ad un primo colpo nemico. Per ovviare a questa vulnerabilità, venne sviluppata una versione mobile su piattaforma ferroviaria, progettata per operare sull'intera rete ferroviaria degli Stati Uniti e potenzialmente occultabile all'interno di tunnel o strutture civili. I missili Peacekeeper furono dispiegati verso la fine degli anni ottanta, ma successivamente smantellati in accordo con i trattati di riduzione degli armamenti strategici. Tuttavia, i sofisticati sistemi di guida e i veicoli di rientro sviluppati per il Peacekeeper furono riutilizzati e integrati nei missili Minuteman III.

## Sistemi d'arma che facilitano il primo colpo nucleare
- Un sistema di difesa missilistica con ampia copertura territoriale (ad esempio, continentale), in particolare quelli capaci di intercettare missili nemici durante la fase di boost (laser aviotrasportato come il Boeing YAL-1, oppure missili antimissile lanciati da aerei stealth in prossimità del territorio nemico, come il B-2 Spirit), può essere considerato un'arma che rende più probabile e efficace un first-strike. Questo perché riduce significativamente il timore di una risposta nemica devastante, annullando di fatto la deterrenza basata sulla distruzione mutua assicurata. Ad oggi, un sistema di difesa di questo tipo non è stato ancora realizzato, sebbene gli Stati Uniti abbiano schierato un sistema di difesa missilistica continentale limitato, capace di intercettare solo un numero ristretto di missili.
  - Questa classificazione generalmente non si applica ai sistemi di difesa terminale contro testate in fase di rientro, come il Safeguard Program statunitense o i sistemi russi A-35/A-135. I sistemi che proteggono aree limitate, come i campi di ICBM o i centri di comando e controllo C4ISTAR, possono anzi essere considerati stabilizzanti. Essi aumentano la probabilità di sopravvivenza delle forze di "secondo colpo", riducendo la pressione a favore di una politica di "lancio al primo allarme".
  - La descrizione precedente potrebbe non essere valida per un sistema di difesa antimissile internazionale a copertura spaziale, di tipo "non discriminatorio", data la sua natura globale. Un sistema del genere intercetterebbe qualsiasi arma lanciata in traiettoria balistica da qualsiasi nazione (traiettorie suborbitali, escludendo lanci orbitali da basi predefinite e su rotte note), impedendo di fatto attacchi con missili balistici (presupponendo che il sistema sia sufficientemente robusto da resistere ad attacchi e realizzato secondo standard aperti e condivisi dalla maggioranza delle nazioni). Un sistema di questo tipo non è mai stato proposto concretamente e i suoi costi sono sconosciuti. Tuttavia, in teoria, potrebbe disincentivare gli stati dal dotarsi di armi di distruzione di massa a lungo raggio, rendendole in parte inefficaci, e rappresenterebbe una notevole voce di spesa che potrebbe distogliere fondi dallo sviluppo di armamenti nucleari.

## Altri sistemi per un possibile first-strike nucleare
- Il missile lanciato dai sottomarini UGM-133A Trident II della US Navy. I missili Trident possono essere armati con un massimo di 8 testate MIRV W76(C4) da 100 kt, oppure 12 testate W76 (numero limitato a 8 dal trattato START e a 5 dal SORT), o ancora con testate W88(D5) da 475 kt. L'errore circolare probabile (CEP) di queste armi non è noto con certezza, ma si stima che sia inferiore a 120 m per le testate C4 e a 100 m per le D5. (È ipotizzabile che il CEP dipenda dalla qualità del "contatto radio" in superficie con il sistema di localizzazione GPS o con altre stazioni radio, e che, in assenza di tali contatti, si basi sul giroscopio del sommergibile, peggiorando quindi con l'immersione prolungata). Pochi minuti dopo il lancio, il missile raggiunge un'orbita terrestre bassa temporanea. Il sistema di guida del missile è inerziale, con un sistema di correzione aggiuntivo basato sul calcolo del punto stellare, utilizzato per compensare piccoli errori di posizione accumulati durante il volo. Il GPS è stato impiegato in alcuni test di volo, ma il sistema è progettato per operare anche senza GPS, presupponendo che quest'ultimo possa essere stato neutralizzato prima dell'inizio dei lanci di SLBM. Il Trident I-C4 ha un raggio d'azione superiore a 4.000 miglia nautiche, mentre il Trident II-D5 può superare le 6.000 nm. Il raggio d'azione effettivo e molte altre caratteristiche di questi missili sono informazioni classificate e non divulgabili per ragioni di sicurezza nazionale statunitense.
- Il missile intercontinentale SS-18 Satan Mod I/II, nella sua variante con testata da 25 Megaton equivalenti in TNT (smantellata nel 2010). Alcuni esperti militari ritengono che la versione a testata singola da 25 megaton del missile R-36M (SS-18, CEP 250 m) fosse concepita come arma da first-strike. Questa capacità derivava dalla possibilità di colpire "punti particolari" nei campi di lancio dei missili Minuteman III, concentrati in silos. Un attacco di questo tipo avrebbe potuto distruggere diversi ICBM Minuteman anche in silos distanti tra loro alcuni chilometri, e generare una nube di detriti in grado di danneggiare i missili durante la fase di lancio. Alcuni ex ufficiali militari sovietici hanno riferito che il missile SS-18 con testata singola da 25 megaton era specificamente puntato contro installazioni di comando e controllo estremamente fortificate. La logica di questa strategia risiede nel fatto che una singola testata da 25 megatoni può distruggere un silo missilistico rinforzato solo se colpito a distanza ravvicinata, probabilmente entro 2–4 km, a seconda del livello di corazzatura. Questo limite è una conseguenza della progressione geometrica inversa al quadrato, principio fisico per cui la densità di energia irradiata da una sorgente puntiforme (come un'esplosione termonucleare) diminuisce proporzionalmente al quadrato della distanza dalla sorgente. Di conseguenza, la potenza distruttiva di un'esplosione nucleare si riduce drasticamente con l'aumentare della distanza dal punto d'impatto. Ciò rende necessario un colpo quasi diretto, poiché, anche con un posizionamento accurato dei bersagli, un attaccante potrebbe distruggere al massimo solo uno o due silos per testata. In questo contesto, l'unico scopo plausibile per armi nucleari di potenza eccezionale, come la variante del missile SS-18 da 25 megaton, diventa la distruzione di bersagli estremamente protetti, quali strutture di comando e controllo come il NORAD, situato all'interno di un tunnel nel Monte Cheyenne, oppure la Federal Emergency Management Agency (FEMA) a Mount Weather, o ancora il Site R, a Raven Rock.

## Contromisure anti first-strike
In accordo con la teoria della deterrenza e della distruzione mutua assicurata, una risposta nucleare di tipo "countervalue" (ovvero mirata contro centri abitati, infrastrutture civili ed economiche come aeroporti, porti, raffinerie e basi militari) rappresenterebbe una reazione plausibile a un eventuale first strike nucleare. Pertanto, per garantire una deterrenza credibile, le superpotenze nucleari hanno adottato strategie volte a dissuadere un first strike nemico, rendendolo irrazionale a causa delle perdite inaccettabili che ne deriverebbero per l'aggressore.
La strategia principale per la deterrenza si basa sull'induzione di incertezza negli strateghi avversari riguardo a molteplici aspetti: le reali capacità nucleari (anche attraverso la loro deliberata esagerazione), le caratteristiche specifiche degli armamenti, la vulnerabilità di basi e infrastrutture strategiche, l'efficacia dei sistemi di allerta precoce, il grado di penetrazione dell'intelligence nemica all'interno dello stato maggiore avversario (al fine di negare l'effetto sorpresa), la conoscenza dei piani strategici, e la risolutezza politica. Sul piano delle capacità militari, si mira a proiettare un'immagine di massima forza e resilienza, inducendo il potenziale aggressore a ritenere necessario un incremento massiccio delle testate offensive per neutralizzare la capacità di contrattacco. Parallelamente, a livello strategico e politico, l'obiettivo è instillare la convinzione dell'inevitabilità di un second strike potente e devastante, quale risposta automatica e ineludibile a un first strike nucleare subito.

### Secondo colpo termonucleare
Una delle ragioni principali che scoraggiano il lancio di un first strike nucleare è la concreta possibilità che la nazione o alleanza attaccata mantenga intatta una frazione sufficiente della sua forza di deterrenza nucleare. Questa capacità residua permetterebbe di sferrare un efficace "second strike" contro le infrastrutture industriali e, potenzialmente, i centri urbani dell'aggressore.

### Aumento del dispiegamento SSBN
I sottomarini a propulsione nucleare (SSBN) armati con missili balistici lanciati da sottomarino (SLBM), comunemente noti come "boomers" negli Stati Uniti e "bombers" nel Regno Unito, sono ampiamente considerati la componente più resiliente della triade nucleare. Grazie alle vaste distese e profondità oceaniche, alla capacità di rimanere immersi per mesi, se non anni, all'elevata mobilità e silenziosità, al raggio d'azione virtualmente illimitato e alla capacità di generare autonomamente ossigeno e acqua potabile, la durata delle loro missioni è di fatto limitata solo dalla disponibilità di viveri e dalla resistenza psicologica degli equipaggi. Si ritiene altamente improbabile che un avversario di una nazione dotata di SSBN possa localizzare e neutralizzare tutti questi sottomarini prima che essi possano lanciare un attacco, in caso di conflitto nucleare. Di conseguenza, per incrementare la quota di forze nucleari in grado di sopravvivere a un first strike, una strategia efficace consiste nell'aumentare il dispiegamento di SSBN e, contestualmente, nello sviluppare sistemi di comunicazione affidabili per mantenerli operativi e reattivi.
La difficoltà di comunicazione con i sottomarini nucleari immersi, isolati dalle normali onde radio, può essere superata tramite sistemi di trasmissione sottomarina a bassissima frequenza (VLF). Qualora anche questo sistema venisse distrutto (scenario che indicherebbe un attacco nemico di vasta portata), i sottomarini potrebbero essere programmati per risalire a profondità ridotta in date prestabilite e segrete (mantenendosi comunque al di sotto del termoclino). In queste occasioni, in zone prefissate e considerate relativamente sicure (ma pur sempre in posizioni utili per colpire i bersagli nemici), i sottomarini potrebbero dispiegare un'antenna tramite un galleggiante di superficie. A questo punto, cercherebbero di determinare la propria posizione tramite GPS, eventualmente ricorrendo anche alla triangolazione radio o a sistemi ottici laser, per poi calibrare nuovamente il giroscopio (migliorando così la precisione di puntamento). Successivamente, mantenendo il silenzio radio assoluto, dovrebbero valutare la natura, l'entità e l'origine dell'attacco, rimanendo in ascolto delle trasmissioni della flotta di superficie amica, di basi militari, di emittenti radio civili o, in situazioni estreme, di radioamatori isolati (come ipotizzato nel romanzo L'ultima spiaggia), prima di lanciare un eventuale second strike (verosimilmente diretto contro centri urbani, porti e infrastrutture industriali nemiche).

### Corazzatura o mobilità degli armamenti nucleari con base a terra
Un ulteriore elemento di incertezza che complica la pianificazione di un first strike è rappresentato dalla possibilità di rinforzare i silos di lancio degli ICBM. Sebbene nessun silo possa essere reso completamente invulnerabile a un colpo nucleare diretto (ovvero, entro un raggio di circa 500 metri), un silo adeguatamente corazzato può resistere agli effetti di un'esplosione da megaton a distanze superiori. Inoltre, gli ICBM possono essere installati su lanciatori mobili stradali o ferroviari, incrementando ulteriormente la loro capacità di sopravvivenza a un first strike, poiché la loro mobilità rende estremamente difficile per l'attaccante colpirli con la precisione necessaria.

### Aumento dello stato di allerta e preparazione
L'efficacia di un first strike dipende dalla capacità dell'aggressore di annientare immediatamente la capacità di risposta del nemico a un livello tale da rendere un secondo colpo nucleare impossibile (distruzione del 90-99,9% delle testate nemiche), significativamente mitigabile (tramite uno scudo di missili antimissile, laser anti-balistici o un complesso sistema di "Selective Dissemination of Information" - una funzione avanzata di ricerca nell'information retrieval orbitante), oppure strategicamente indesiderabile (per una combinazione di fattori, tra cui l'esaurimento delle proprie forze convenzionali, la garanzia di non impiego di armi nucleari contro obiettivi puramente civili e la capitale, e la prospettiva di una resa onorevole, simile a quella offerta all'Impero Giapponese: che includeva una sostanziale indipendenza, il mantenimento della propria lingua e cultura, la conservazione della figura dell'Tenno, l'adozione di una Costituzione e la possibilità di dotarsi di una classe politica eletta democraticamente). L'intelligence e i sistemi di allerta precoce aumentano la probabilità che la nazione attaccata abbia il tempo necessario per lanciare i propri missili prima che le sue armi strategiche siano state significativamente neutralizzate, vanificando l'efficacia del first strike. Livelli di allerta elevati ed esplicitamente comunicati (che prevedono una escalation di misure preventive), come le condizioni DEFCON, hanno lo scopo primario di ottimizzare la gestione interna dell'apparato militare di un paese, ma possono anche sortire l'effetto di segnalare alle agenzie di spionaggio di una nazione potenzialmente aggressiva che i preparativi prodromici a un first strike sono stati individuati, che il potenziale vantaggio della sorpresa è compromesso, e che sono in corso contromisure per un'eventuale risposta al first strike, suggerendo anzi che, in assenza di segnali distensivi inequivocabili, potrebbe essere persino considerato un first strike preventivo.

### Mantenimento della sopravvivenza dei links C4ISTAR
Gli aerei classificati come "Looking Glass", "Nightwatch" e "TACAMO" sono postazioni di comando nucleare aviotrasportate, progettate per garantire un'elevata capacità di sopravvivenza. Essi costituiscono un sistema di comunicazione cruciale tra le forze nucleari statunitensi e il Presidente degli Stati Uniti (e la sua valigetta contenente i codici di lancio nucleare), o con un suo successore nella linea di comando. In scenari estremi, questi aerei sarebbero persino in grado di prendere decisioni autonome, in linea con la dottrina della risposta flessibile. In caso di gravi tensioni politico-militari tra superpotenze, questi velivoli decollano immediatamente da numerose basi (come Offutt AFB, Barksdale AFB, Grand Forks AFB o Minot AFB) e stabiliscono una rete di comunicazione per accertare la natura, l'entità e la provenienza di un eventuale attacco nemico. Sono in grado di implementare tutte le MAO (acronimo inglese di "Major Attack Options", ovvero le principali opzioni di attacco), e persino di ordinare l'attacco di rappresaglia massiccia denominato "SIOP", qualora gli Stati Uniti subissero un first strike nucleare o qualora l'intera catena di comando nazionale (NCA) venisse annientata. Questi aerei possono avviare il lancio di tutti gli ICBM americani tramite segnali radio e satellitari, allertare i sottomarini balistici equipaggiati con SLBM riguardo all'attacco subito dalla nazione e impartire ordini di lancio, e inviare i bombardieri strategici verso le loro rotte finali, fino al punto di rilascio dei missili cruise, garantendo l'esecuzione degli ordini anche in caso di impossibilità di ricevere contrordini.
Oltre alle postazioni di comando aviotrasportate, il governo statunitense dispone di numerosi bunker fortificati adibiti a centri di comando e controllo. Il più celebre di questi è il NORAD, situato in una rete di tunnel scavati a migliaia di metri di profondità nel granito del Monte Cheyenne, nei pressi di Colorado Springs, Colorado. Si presume che il NORAD sia in grado di resistere e continuare a operare anche in seguito a un colpo nucleare diretto (sebbene probabilmente non sopravvivrebbe a un'esplosione di 10 megaton o a un colpo diretto da 0,5 megaton contro l'ingresso principale dei tunnel). Esistono diverse altre installazioni blindate C4ISTAR, tra cui il sito noto come Site R, ubicato a Raven Rock, Pennsylvania, considerato la sede alternativa del Pentagono in caso di distruzione di Washington. È inoltre presente un bunker denominato Mount Weather, in Virginia, ritenuto la sede di emergenza per i funzionari del potere esecutivo. Un bunker situato sotto l'Hotel Greenbrier in Virginia Occidentale era in passato la destinazione di emergenza per la Corte Suprema degli Stati Uniti e il Congresso degli Stati Uniti; tuttavia, la sua esistenza non è più segreta e il sito è stato convertito in un'attrazione turistica.

### "Mano del morto" della Russia e della vecchia Unione Sovietica
I russi dispongono di un sistema di lancio automatizzato che dovrebbe attivarsi in caso di distruzione di Mosca (o di interruzione delle comunicazioni con la capitale, ad esempio a seguito di un'esplosione nucleare occulta) e a seguito del rilevamento di lanci missilistici nemici e/o esplosioni nucleari sul territorio nazionale. Questo sistema, denominato "SPRN" ("СПРН" in cirillico), è in grado sia di individuare lanci multipli di missili nucleari sia di fornire un allarme preventivo, assicurando che un eventuale first strike non venga identificato con eccessivo ritardo. Tuttavia, il loro sistema più singolare, che opera senza intervento umano diretto, è un sistema computerizzato noto in ambito anglosassone come "Dead Hand", definito a prova di errore ed ha come base il Monte Yamantau negli Urali.
Sembra che la "mano del morto", così denominata in riferimento alla mano del morto nel gioco del poker, o al "dispositivo vigilante" presente in macchinari pericolosi o letali, possa essere attivata in circostanze in cui la leadership russa tema un attacco nucleare improvviso e massiccio. Una volta che la "Dead Hand" è attivata, se la base rileva un'interruzione delle comunicazioni con Mosca e contemporaneamente esplosioni nucleari sul territorio russo, il sistema può concedere automaticamente l'autorità finale per il lancio di armi nucleari a ufficiali situati in un bunker nelle profondità del monte Yamantau. Questi ufficiali, se necessario, possono quindi procedere con il lancio dell'arsenale nucleare russo. Si ritiene che i bunker all'interno del monte Yamantau siano progettati per resistere a molteplici esplosioni nucleari al suolo.

### Diminuzione della tensione grazie all'adozione della postura del minimo deterrente credibile
Contrariamente alla strategia basata su sofisticati sistemi di comunicazione e sulla postura di lancio al primo allarme confermato (launch-on-warning), Francia, Regno Unito e Cina hanno optato per diverse "posture nucleari", maggiormente orientate a costituire una deterrenza minima credibile, ovvero la capacità di infliggere perdite inaccettabili al fine di prevenire l'impiego di armi nucleari contro di loro. Questa scelta strategica si è concretizzata nella costruzione di armi termonucleari di elevata potenza, piuttosto che nello sviluppo di un vasto arsenale di testate nucleari specificamente destinate a scenari di "first strike".

### Cina
Si ritiene che la Repubblica Popolare Cinese persegua una strategia di deterrenza minima credibile e di second strike nei confronti degli Stati Uniti d'America. Tuttavia, questa affermazione potrebbe non essere pienamente valida per quanto concerne la Russia, poiché gran parte delle piattaforme nucleari cinesi non sono di portata intercontinentale e risultano dislocate lungo il confine sino-russo. Diversamente dalle relazioni tra Stati Uniti e RPC, Cina e Russia hanno sperimentato brevi conflitti di frontiera in passato (sebbene, negli anni 1950, durante la Guerra di Corea, truppe cinesi e statunitensi si siano aspramente scontrate). Negli anni più recenti, la RPC ha potenziato i propri sistemi di allerta precoce e ammodernato alcune piattaforme, acquisendo una più marcata capacità di attacco intercontinentale; questo sviluppo potrebbe rappresentare una risposta al dispiegamento di un sistema di difesa antimissile statunitense di portata limitata (ma potrebbe anche non esserci una correlazione diretta). In linea generale, sembra che la leadership cinese non tema eccessivamente un first strike (in virtù della loro dichiarata postura di infliggere danni inaccettabili ai centri urbani nemici, in contrasto con la dottrina statunitense e russa incentrata sulla possibilità di "vincere" una guerra nucleare senza colpire massicciamente le città); in ogni caso, l'arsenale cinese è considerato sufficiente a garantire che un first strike non resterebbe privo di una rappresaglia estremamente severa.

### Francia e Regno Unito
Il Regno Unito e la Francia dispongono di piattaforme nucleari tecnologicamente avanzate; tuttavia, le loro strategie nucleari si fondano sul concetto di deterrenza minima credibile. Entrambe le nazioni possiedono sottomarini nucleari lanciamissili (SSBN) armati con SLBM intercontinentali, al fine di garantire la capacità di un secondo colpo nucleare contro potenziali aggressori in qualsiasi regione del globo. La Francia, inoltre, mantiene in servizio un contingente di bombardieri nucleari. Si ritiene che le dottrine nucleari di questi paesi mirino a fornire una deterrenza efficace contro attacchi nucleari diretti verso i loro territori nazionali, contro la NATO, contro gli stati membri dell'Unione europea e contro altri paesi alleati.

## Ruolo destabilizzante degli ICBM a testata multipla (MIRV)
Gli ICBM terrestri dotati di testate multiple a rientro indipendente "MIRV" sono considerati armi efficaci ma intrinsecamente vulnerabili sia a un "first strike" che a un attacco "counterforce strike", per diverse ragioni:
1. Elevata precisione: Rispetto ai missili balistici lanciati da sottomarino (SLBM), gli ICBM terrestri raggiungono una maggiore accuratezza. Gli SLBM, in particolare dopo immersioni prolungate, tendono ad accumulare errori di navigazione a causa della deriva del giroscopio e sono meno suscettibili di correzioni di rotta e più soggetti a malfunzionamenti.
2. Tempi di risposta rapidi: Gli ICBM terrestri garantiscono tempi di reazione significativamente più brevi rispetto ai bombardieri strategici, considerati troppo lenti per una risposta tempestiva.
3. Capacità MIRV: La capacità di trasportare numerose testate (anche oltre 12 per missile) rende gli ICBM terrestri economicamente vantaggiosi per neutralizzare campi di lancio missilistici nemici con un singolo vettore (o due, per aumentare la probabilità di distruzione).
4. Criticità dei propellenti liquidi: In particolare, gli ICBM a propellente liquido come l'SS-18 Satan presentano maggiori difficoltà nel lancio in emergenza, poiché richiedono il caricamento di tetraossido di diazoto e idrazina, procedure che rallentano i tempi di approntamento al lancio.

A differenza di un attacco di decapitazione o di un attacco "countervalue" (nei quali si colpiscono per ritorsione bersagli simili o genericamente "equivalenti"), un "counterforce strike" potrebbe innescare una risposta potenzialmente più limitata. Sebbene il missile Minuteman III, dispiegato a metà degli anni 1960, fosse già un MIRV con 3 testate, i vettori MIRVed sovietici potevano trasportarne oltre quattro volte tanto, generando una marcata instabilità strategica. Il missile sovietico più temuto era il potente SS-18 Satan, operativo dal 1976 e presente in grandi numeri all'inizio degli anni 1980, che rappresentava una minaccia credibile per i silos degli ICBM americani Titan II e Minuteman III. Questa situazione contribuì alla vittoria repubblicana di Ronald Reagan e spinse i suoi neoconservatori del "Team B" a concludere che un "first strike" sovietico fosse in fase di pianificazione. Durante la prima amministrazione Reagan, furono sviluppati in risposta i missili a corto raggio Pershing II, gli SLBM UGM-133A Trident II, il missile ICBM MX Peacekeeper e il bombardiere supersonico a geometria variabile B-1 Lancer.

## Documentari dell'USAF sugli USA vittime di un first-strike nucleare
- (EN)   First Strike (Part 1), su YouTube.
- (EN)   First Strike (Part 2), su YouTube.
- (EN)   First Strike (Part 3), su YouTube.
- (EN)   The Day After (Part I), su YouTube. Narrazione romanzata

## Film sul first-strike volontario o incidentale
- Il dottor Stranamore - Ovvero: come ho imparato a non preoccuparmi e ad amare la bomba (1964)
- A prova di errore (1964)
- Stato d'allarme (1965)
- The War Game (1966)
- Wargames - Giochi di guerra (1983)
- The Day After - Il giorno dopo (1983)
- Ipotesi sopravvivenza (1984)
- Soluzione finale (1988)
- By Dawn's Early Light (1990)
- Caccia a Ottobre Rosso (1990)